# Globovula sphaera
Globovula sphaera là một loài ốc biển, là động vật thân mềm chân bụng sống ở biển trong họ Ovulidae.